# 皇家百家樂醜聞

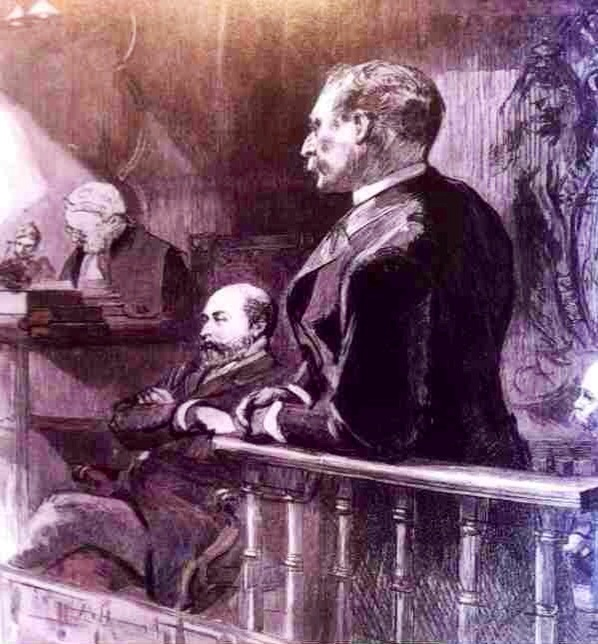
第四代從男爵威廉·戈登-卡明爵士在證人席，威爾斯親王愛德華等人也在場。

皇家百家樂醜聞（英語：Royal baccarat scandal），又稱特蘭比莊園事件（英語：Tranby Croft affair），是19世紀末涉及時為威爾斯親王的愛德華七世的英國賭博醜聞。該醜聞始於1890年9月的一場聚會，當時蘇格蘭衛隊的中校威廉·戈登-卡明爵士被指控在百家樂遊戲中作弊。
愛德華受邀前往東約克郡的特蘭比莊園作客，這裡是亞瑟·威爾森及其家人的宅邸。愛德華的隨行人員包括他的顧問考文垂勳爵和陸軍中將歐文·威廉斯；愛德華的朋友戈登-卡明也受邀出席。首晚賓客們玩百家樂時，斯坦利·威爾森（Stanley Wilson）認為自己看到戈登-卡明非法增加賭注。斯坦利告知其他威爾森家族成員，眾人同意在次日晚上觀察他。戈登-卡明再次被發現有可疑舉動。家族成員徵求愛德華的廷臣們的意見後，在王儲同意下與戈登-卡明對質，迫使他簽署文件承諾永不玩牌以換取賓客們保持沉默。
秘密並未保守太久，戈登-卡明要求威爾森家族撤回指控，他認為是對方洩露消息。遭拒後，他於1891年2月提起誹謗訴訟。儘管王儲的侍臣們試圖通過軍事法庭解決此事，案件仍於1891年6月開審。審判氛圍被描述得像劇院，愛德華被傳喚作證，這是自1411年以來王位繼承人首次被傳召出庭。戈登-卡明的資深律師副檢察長愛德華·克拉克爵士未能說服任何被告改變證詞，但他指出多處不準確和嚴重矛盾之處。儘管克拉克為戈登-卡明作了強有力且受好評的結案陳詞，法官的總結被某些人認為有偏見，陪審團最終判這名中校敗訴。
戈登-卡明次日被英國陸軍開除，餘生遭社會排斥。《泰晤士報》社論聲明：「他犯下致命過錯，社交界再不能接納他。」公眾輿論站在他一邊，而王儲此後數年聲望跌至谷底。這起事件後來成為小說與非虛構作品的創作題材。

## 背景

### 威廉·戈登-卡明爵士

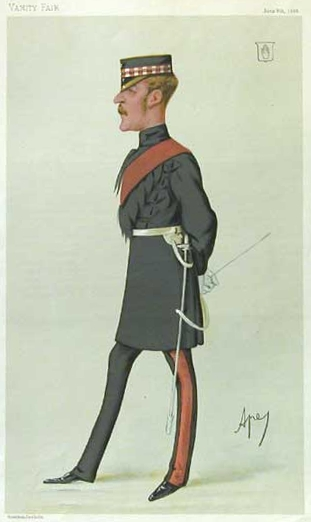
戈登-卡明於1880年《名利場 (英國雜誌)》中的畫像。

在事件發生時，威廉·戈登-卡明爵士是一位42歲的中校，隸屬於蘇格蘭衛隊，曾參與南非（1879年）、埃及（1882年）和蘇丹（1884年—1885年）的戰役。戈登-卡明的傳記作者傑森·湯姆斯（Jason Tomes）認為，他的傳主「大膽與機智，並以『倫敦最傲慢的人』這一綽號為榮」，而《體育生活》則形容他「可能是倫敦最英俊的男人，也無疑是最粗魯的」。除了在蘇格蘭擁有大量土地，戈登-卡明還在倫敦貝爾格萊維亞擁有一棟房子；他是威爾斯親王愛德華的朋友，並會將房子借給王儲與其情婦幽會。戈登-卡明是個風流成性的人，並宣稱他的目標是「征服女性」。他的情婦包括莉莉·蘭特里、莎拉·伯恩哈特和倫道夫·邱吉爾勳爵夫人。在事件及隨後的訴訟發生時，他尚未結婚。

### 威爾斯親王愛德華與馬爾博羅大樓集團
當時造訪特蘭比莊園的威爾斯親王愛德華49歲，已婚並育有五名子女，且曾有多次涉及醜聞的紀錄。1866年，他因與「賽馬圈的浮華子弟」來往而遭到母親維多利亞女王的譴責。
1869年4月，查爾斯·莫當特爵士（1836年—1897年）得知妻子哈麗特曾與三人發生婚外情，其中一名情夫正是愛德華。儘管莫當特未在後續離婚訴訟中實現將王儲列為共同被告的威脅，愛德華仍收到傳票要求出庭作證。雖然愛德華不願出庭——女王甚至致函大法官尋求避免此事——但法律規定必要時可強制王儲到庭。他最終自願出證，在證人席停留七分鐘，期間否認與莫當特之妻有性關係，且未接受質證。愛德華的傳記作者科林·馬修寫道：「聽證會舉行時，社會正對女王與王儲截然不同的言行多有批評，後者數度在公開場合遭噓」。儘管「對愛德華行為的公開批評存在禁忌，但對其作為的不滿暗流湧動」。對愛德華而言，這類風流韻事雖可在友人間談論，但應盡可能避免醜聞爆發。
1890年，愛德華放棄跳舞，告訴兒子喬治「我年老發福，不再適合這類娛樂」；他轉而投入歌劇欣賞與百家樂等活動。他極熱衷百家樂，旅行時總攜帶一套皮製籌碼，一面印有五先令至十英鎊面值，另一面刻有其羽毛徽記；這套籌碼是友人、知名銀行世家沙遜家族成員魯本·沙遜所贈。
圍繞愛德華的時尚圈子稱為「馬爾博羅大樓集團」，得名於王儲俯瞰倫敦林蔭大路的居所馬爾博羅大樓。該集團混合了世襲貴族與「靠新興工業致富的暴發戶」家族，王儲更積極推動王室社交圈接納如航運大亨亞瑟·威爾森等工業新貴。

### 亞瑟·威爾森與家族

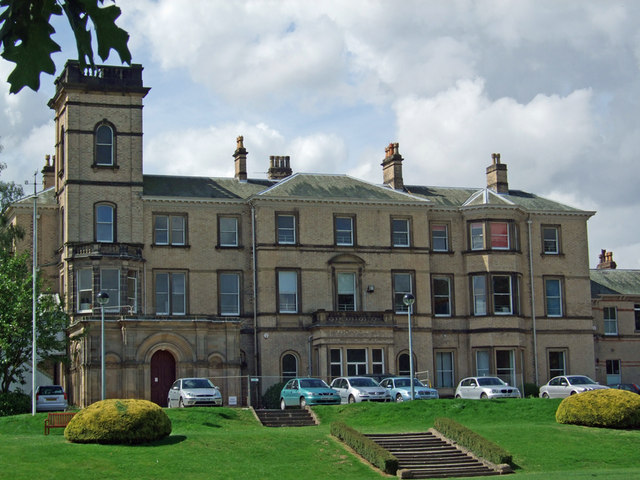
約克郡的特蘭比莊園

亞瑟·威爾森時年52歲，在東約克郡建造了維多利亞風格的鄉村別墅特蘭比莊園作為住所，並於1876年夏季與家人遷入。他與妻子瑪麗育有兒子亞瑟·斯坦利·威爾森（Arthur Stanley Wilson）和女兒埃塞爾（Ethel）；其女婿愛德華·萊西特·格林（Edward Lycett Green）是當地製造商兼國會議員愛德華·格林之子。湯姆斯記載戈登-卡明可能曾向埃塞爾·萊西特·格林提出不當請求。

### 1890年的賭博與百家樂
百家樂是可容納二十名玩家連同莊家與荷官的遊戲；使用牌組數量依玩家人數而定。A牌至九點牌按牌點計算面值，十點牌與人頭牌則計為零。玩家獲發兩張牌後合計點數（忽略十點牌與人頭牌），僅取個位數作為得分——例如K牌加六點等於六點；兩張八點合計十六點，但實際值為六點。兩張人頭牌計為零點，即「百家樂」。遊戲目標是獲得九點，玩家可要求追加一張牌。押注在玩家與莊家間進行，最接近九點者贏得賭注。
1886年英格蘭及威爾斯高等法院在帕克斯案——詹克斯訴特平案（Jenks v. Turpin）——中裁定百家樂屬運氣遊戲而非技巧遊戲，涉及賭博即屬違法。《泰晤士報》報導此案時，稱百家樂是「一種新興的運氣遊戲，二十分鐘內可能輸掉一千英鎊」。在一位事務律師要求內政大臣亨利·馬修斯澄清社交俱樂部與私人住宅玩百家樂的合法性後，內政部官員戈弗雷·拉什頓表示，法院判決未禁止不涉及金錢的百家樂遊戲。

## 到訪特蘭比莊園

### 前期事件
在1890年之前的幾年裡，愛德華經常前往唐卡斯特賽馬場觀看唐卡斯特杯賽事。以往他會住在布蘭廷漢索普，與他的朋友——貝弗利選區的保守黨議員克里斯托弗·賽克斯爵士同住。賽克斯後來陷入財務困境，無法再接待愛德華，因此特蘭比莊園——亞瑟·威爾森及其家人的住所——成為了新的下榻地點。在與王儲商議後，威爾森一家還邀請了愛德華的親信圈子成員，包括賽克斯、戈登-卡明以及王儲的侍從：侍從武官泰爾懷特·威爾森（Tyrwhitt Wilson）、考文垂勳爵、愛德華·薩默塞特勳爵（Lord Edward Somerset）、亞瑟·薩默塞特上尉（Captain Arthur Somerset）和中將歐文·威廉斯，以及各人的夫人。同行的還有中尉伯克利·萊維特，他是戈登-卡明在蘇格蘭衛隊的同僚，也是威爾森家族的朋友。
最初受邀的客人中包括布魯克勳爵及其夫人黛西；但由於黛西的繼父在聚會團隊即將離開倫敦前兩天去世，她與丈夫退出了這次旅行。黛西當時是王儲的情婦，一些記者稱她為「多嘴的布魯克」，因為她喜歡八卦。9月6日，愛德華提前結束歐洲之行返回；他來到哈麗特街時，發現黛西·布魯克「在戈登-卡明的懷抱中」，這使得兩人之間的關係惡化。

### 發現作弊

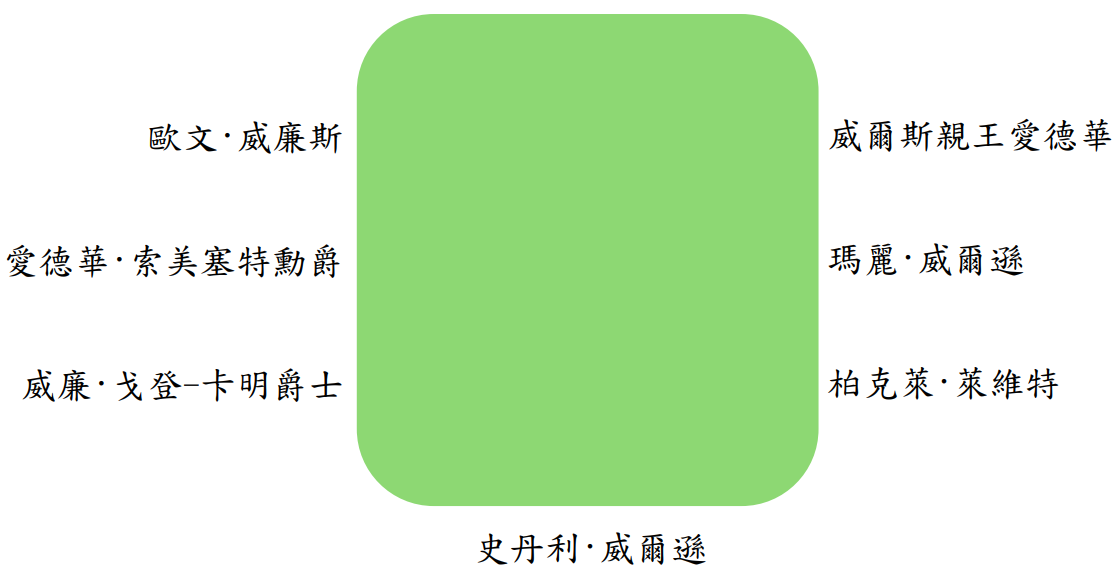
9月8日餐桌左側的座位安排

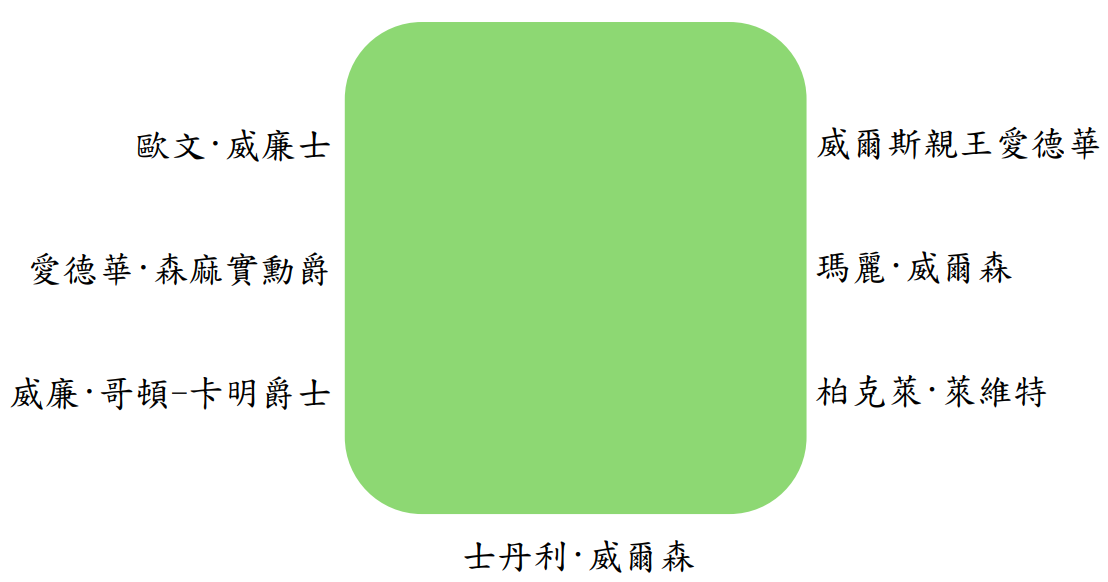
9月8日餐桌左側的座位安排

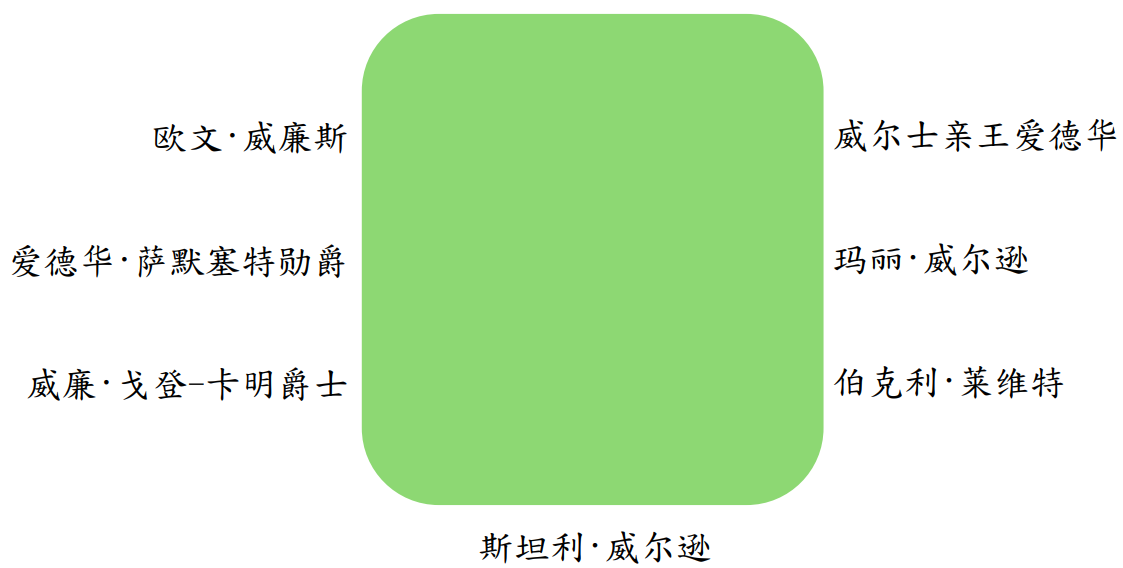
9月8日餐桌左侧的座位安排

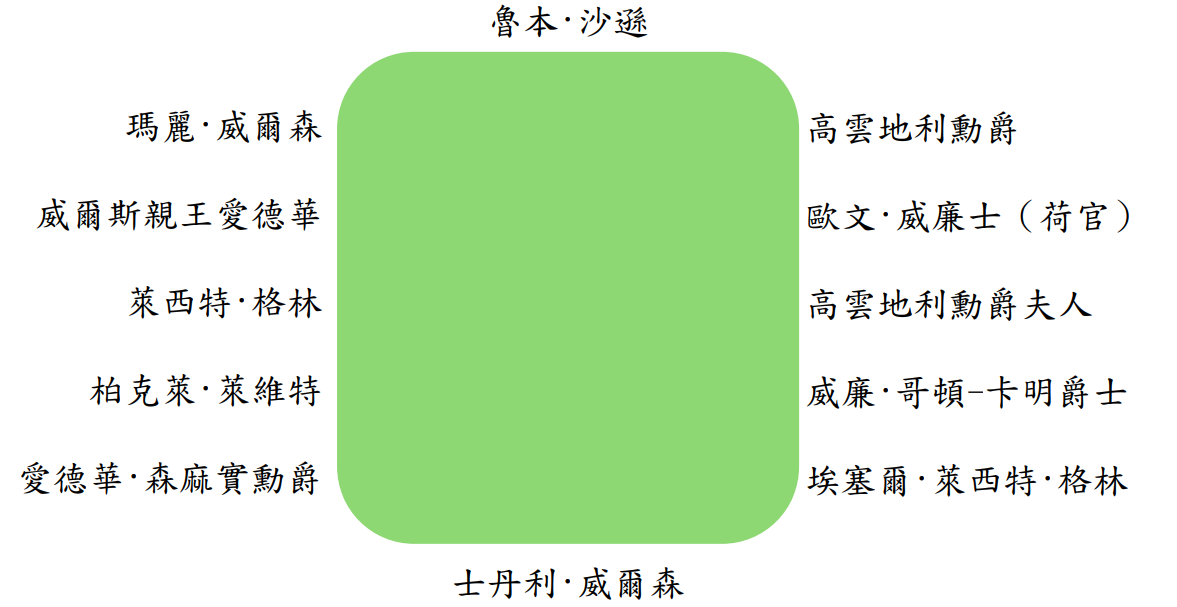
9月9日的座位安排

9月8日晚餐後，特蘭比莊園的賓客們聆聽埃塞爾·萊西特·格林的音樂演奏，直到約晚上11點，當時威爾斯親王提議玩百家樂。儘管威爾森家沒有合適大小的桌子，斯坦利·威爾森臨時將兩張牌桌與吸菸室的桌子拼在一起——這些桌子大小不一——並在上面鋪了一塊繡花布。當晚的玩家包括擔任荷官的王儲、擔任莊家的沙遜以及戈登-卡明。坐在後者旁邊的是斯坦利·威爾森，而萊維特則坐在他的左側。
遊戲開始時，戈登-卡明與威爾森討論了繡花布，並評論說布料的顏色差異使得籌碼難以看清；戈登-卡明在自己面前放了一張白紙，用於放置他現在非常顯眼的賭注。儘管許多不熟練的玩家只下小注，但戈登-卡明每局下注5至25英鎊；他採用了「三擊法」（法語：coup de trois）下注系統，即如果他以5英鎊的賭注贏了一局，他會將贏得的錢加到賭注中，再加上另外5英鎊，作為下一局的賭注。遊戲開始後不久，斯坦利·威爾森認為他看到戈登-卡明在局結束後、賭注支付前，將兩個紅色的5英鎊籌碼加到他的賭注上——這是一種在賭場中被稱為“推車”（法語：la poussette）的作弊方法；當他認為這種情況第二次發生時，威爾森轉向萊維特，根據後來的法庭記錄，他低聲說：「天啊，伯克利，這太誇張了！」並進一步解釋說：「我旁邊的人在作弊！」萊維特觀察了幾分鐘後也同意，對威爾森說「這太誇張了」。半小時後遊戲結束，王儲祝賀戈登-卡明的表現；這位未來的國王還向威爾森夫人要求第二天準備一張更合適的桌子。威爾森指示管家搬來一張三英尺寬的長桌，並鋪上綠色枱面呢。斯坦利·威爾森隨後與萊維特討論了作弊事件。兩人不知道該採取什麼措施，並同意斯坦利會向他的妹夫萊西特·格林尋求建議。儘管萊西特·格林認為戈登-卡明不可能作弊，但斯坦利告訴他，他和萊維特都確信這一點。
第二天（9月9日），一行人參加了賽馬，王儲的馬贏得了克蘭伯錦標賽（Clumber Stakes）。晚餐後，王儲再次想玩百家樂，並要求在檯面呢上畫一條粉筆線，距離邊緣六英寸，玩家在不下注時需將籌碼保持在線後。愛德華擔任莊家，威廉斯擔任荷官。當戈登-卡明來到桌邊時，只剩下兩個空位。無論他選擇哪個位置，都將被威爾森家族的成員包圍，而他們都已得知斯坦利和萊維特的懷疑。

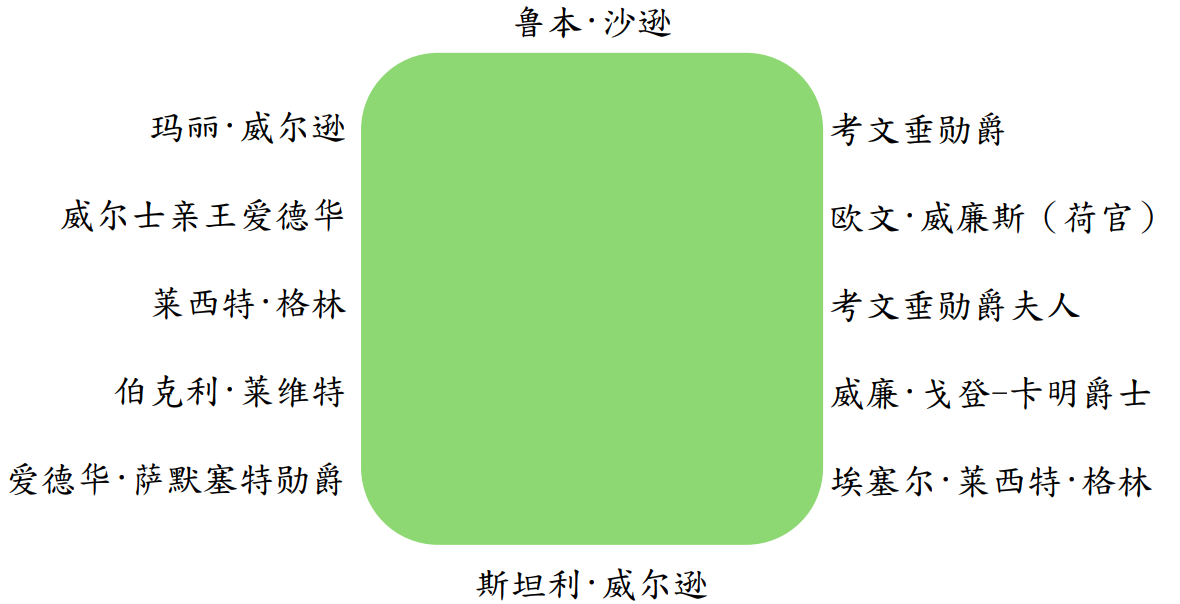
9月9日的座位安排

經過半小時的遊戲後，萊西特·格林再次確信戈登-卡明在作弊。他離開牌桌並給仍在桌邊的岳母送了張便條陳述他的懷疑，但她沒有採取行動。遊戲結束時，密切關注著戈登-卡明的瑪麗·威爾森、萊西特·格林夫婦和斯坦利·威爾森，都確信他作弊了，儘管他們對所見細節的描述有所不同。其他人包括坐得更近的人如王儲、坐在戈登-卡明旁邊的考文垂勳爵夫人和坐在他對面的萊維特則什麼都沒看到。在兩晚的遊戲中，戈登-卡明總共贏了225英鎊。

### 商討對策
瑪麗·威爾森的兄弟當晚在侯城意外去世；雖然她和丈夫沒有參加第二天的賽馬活動，但他們要求其他所有客人不要打亂計劃，其餘的人繼續參加並觀看了聖烈治錦標。在前往賽馬場的途中，萊西特·格林徵求愛德華·薩默塞特的建議，告訴他派對中有幾位成員確信戈登-卡明有罪。愛德華·薩默塞特決定與他的堂兄亞瑟·薩默塞特商量，兩人建議萊西特·格林向王儲的高級朝臣考文垂勳爵報告
當晚眾人返回特蘭比莊園後，萊西特·格林、斯坦利·威爾森和薩默塞特堂兄弟與考文垂會面，而萊維特則拒絕出席。在萊西特·格林向考文垂講述了他的所見後，後者召來了王儲和戈登-卡明共同的朋友威廉斯。萊西特·格林再次重複了指控。威廉斯後來回憶說他“感到震驚並被災難感淹沒”，並表示必須立即通知王儲。朝臣們對於是否告訴王儲存在分歧；考文垂和威爾森都認為這是正確的做法，但亞瑟·薩默塞特認為這件事可以且應該由在場的人處理。後來他被說服，認為通知王儲是正確的行動方案。萊西特·格林在討論過程中變得愈發好鬥，並威脅要在第二天的賽馬會上公開指控戈登-卡明；他還聲稱“我不會參與讓戈登-卡明將來繼續危害社會”。這些人決定戈登-卡明應該簽署一份承認罪行的文件以換取他們的沉默，威廉姆斯和考文垂前去告知愛德華發生的事情。兩人告訴王儲“他們聽到的證據絕對確鑿，他們認為威廉·戈登-卡明爵士沒有任何辯解的餘地”。

### 與戈登-卡明對質
王儲相信了他的朝臣們所告知的內容，並假設欺騙行為確實發生；他後來表示，在五名證人的指控下，他立即對自己的朋友產生了最壞的猜想。相關人員從未通過詢問在場其他人或聽取戈登-卡明的說法來更仔細調查此事，而是直接採信了萊西特·格林和斯坦利·威爾森所述的版本。在告知王儲後，這兩名朝臣找到被指控者並轉達了指控內容。科文垂向他透露消息時說：「這棟房子裡發生了一件非常不愉快的事。一些住在這裡的人反對……你玩百家樂的方式」，並指控他在遊戲中「使用了卑鄙手段」。戈登-卡明否認指控，反問「你們相信一群缺乏經驗的年輕人的說法嗎？」，並要求面見王儲。
晚餐後，賓客們簽署了訪客簿，隨後王儲在科文垂、威廉斯和薩默塞特堂兄弟的陪同下接見了萊西特·格林及其他指控者。聽取陳述後，王儲遣退所有人（除科文垂和威廉斯外），並召見戈登-卡明。後者向愛德華表示該指控「下流且可惡」；王儲則指出「你有五名指控者」。戈登-卡明暫時退場，王室成員討論後續行動。半小時後他返回時，僅剩兩名朝臣在場。他們敦促他簽署一份起草好的文件。在壓力下仍否認指控的戈登-卡明，在未知後續簽署者的情況下簽了文件。
“考慮到署名紳士們的承諾，對於我在特蘭比莊園8日與9日（週一與週二）晚間玩百家樂時行為的指控保持沉默，我將鄭重承諾終生不再參與任何紙牌遊戲。”——（簽署）W·戈登-卡明
朝臣們將文件呈交給愛德華，他召集了宅邸其他成員；他向眾人宣讀備忘錄並簽署，同時強調保密承諾對所有人具有約束力。他還補充說明，高登-卡明儘管簽署了這份「實質上承認罪行」的文件，仍持續抗辯自己的清白。在場男性隨後簽署文件：包括王儲、考文垂、威廉斯、威爾森父子、兩位薩默塞特家族成員、萊西特·格林、萊維特與沙遜。雖然王儲希望此事就此終結，但亞瑟·薩默塞特直言秘密無法保守。愛德華質問「難道連紳士們的誓言都無法保密嗎？」；薩默塞特回答「殿下，這不可能。世上從無十人共知的秘密能長久隱藏」。
根據威廉斯的建議，戈登-卡明於次日清晨（1890年9月11日）提早離開了特蘭比莊園；他留下了兩封信，一封給瑪麗·威爾森，為自己的提早離開致歉，另一封給威廉斯，再次聲明自己的清白，但也承認「必須避免公開爭執以及由此引發的醜聞」。

## 進展：通往高等法院之路

### 戈登-卡明的法律行動

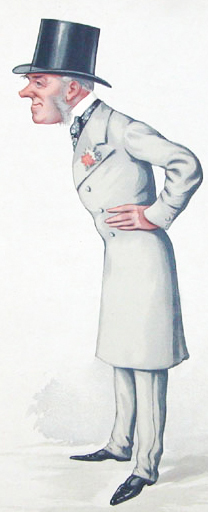
考文垂勳爵，王儲在特蘭比莊園的顧問

回到倫敦後，戈登-卡明收到了他寫給威廉斯的信的回覆。這封由王儲、考文垂和威廉斯簽名的便條警告他：「你必須清楚明白，在壓倒性的證據面前，試圖否認指控是徒勞的。」戈登-卡明寫信給愛德華，提出「最後的懇求，表明這完全在你的權力範圍內，可以徹底毀滅一個始終忠誠且虔誠的臣僕的道德與身體」；但王儲和朝臣均未回應。
戈登-卡明沒有像往常那樣在冬季出國狩獵大型獵物，而是留在倫敦和蘇格蘭的莊園。他還被看到與美國女子弗洛倫斯·加納（Florence Garner）在一起，兩人隨後訂婚。12月27日，他收到一封來自巴黎的匿名訊息，內容是：「他們開始在這裡談論很多……你那悲慘的遭遇……他們在英國談論得太多了。」他將訊息轉發給威廉斯，並要求他告知王儲內容。
兩週後，戈登-卡明從一位女性熟人處得知，特蘭比莊園的事件正在倫敦社交圈中流傳。他再次寫信給威廉斯告知進展，但收到的回覆並不令人滿意。戈登-卡明於是發送了一封電報給王儲，要求會面並告知他「我最近獲悉，整個故事已成為賽馬俱樂部的談論話題……相關人士已違反保密承諾」。儘管愛德華確認收到訊息，但他拒絕會面。在王儲拒絕後，戈登-卡明失去耐心，決定反擊。他解除了與未婚妻的婚約，隨後拜訪了旺特納父子律師事務所（Wontner & Sons）。旺特納對百家樂相關法律有一定了解，因為他們曾參與「詹克斯訴特平」案。
在律師的建議下，戈登-卡明從考文垂和威廉斯處獲得了事件的書面摘要，並向他的指揮官上校史塔西報告了情況。史塔西告訴戈登-卡明，根據《女王條例》第41條，他本應早已報告此事。戈登-卡明回應說，由於王儲牽涉其中，且所有在場者都宣誓保密，他無法履行條例的要求。隨後，他「將他的委任狀交予史塔西，等待……訴訟的結果」。
由於此事涉及王儲，史塔西向團內其他軍官徵詢意見，發現眾人對戈登-卡明應在自辯期間留任或立即革職意見分歧。蘇格蘭衛隊上校——王儲的弟弟康诺特公爵也被徵詢意見：根據哈弗斯、格雷森和尚克蘭的說法，公爵「堅持必須摧毀戈登-卡明」。史塔西持反對意見，認為應先查明全部事實再作決定。他將情況報告給副官長、陸軍上將雷德弗斯·布勒爵士，並申請允許戈登-卡明以半薪退役。布勒同意請求，但聲明若戈登-卡明法律行動失敗，將重新審核此決定。史塔西轉達訊息時告訴戈登-卡明，簽署聲明是錯誤的：「因你簽署文件，將永遠無法在本團佩劍。若訴訟成功可獲准退役；若失敗將遭革職」。康諾特公爵強烈反對布勒決定，並退居朴茨茅斯，拒絕再介入此事，即便其兄長後續徵詢建議亦如此。

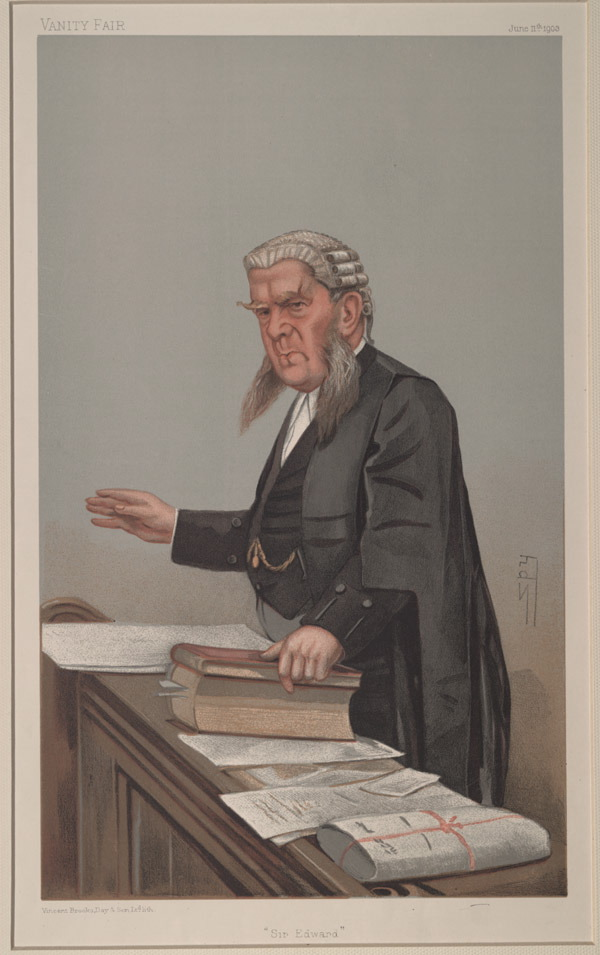
戈登-卡明的資深辯護律師、副檢察長愛德華·克拉克爵士，約1911年

1月27日，戈登-卡明最後嘗試平息謠言，指示律師致函萊西特·格林夫婦、斯坦利·威爾森、萊維特和瑪麗·威爾森，要求撤回指控否則將提起誹謗令狀訴訟。2月6日，因未獲撤回，戈登-卡明對五人提起訴訟，向每人索賠5,000英鎊。

### 各方反應
收到令狀後，威爾森一家諮詢了他們的律師喬治·劉易斯，這位律師此前也曾為王儲提供服務。劉易斯委託查爾斯·羅素爵士擔任辯方律師，由後來成為首相、來自自由黨的H·H·阿斯奎斯協助。旺特納父子律師事務所則請來副檢察長愛德華·克拉克爵士為戈登-卡明辯護。劉易斯早期關注的重點之一是確保愛德華不會出庭。如果戈登-卡明能被軍事法庭定罪，那麼提起訴訟的理由就將不復存在。劉易斯請考文垂和威廉斯再次向布勒提出此事，但布勒拒絕了他們的請求。布勒在給女王秘書亨利·龐森比爵士的信中解釋了他的決定，寫道「我絕對拒絕根據街頭傳聞對......戈登-卡明採取行動。」
在布勒收到旺特納父子律師事務所確認民事訴訟正在進行的信件後，他諮詢了武裝部隊軍法署署長，後者告知他在此類案件進行期間不應展開軍事調查。劉易斯隨後試圖說服戈登-卡明所屬的衛隊俱樂部對事件展開調查，這將使審判變得不再必要。但會員投票否決了這一可能性，民事審判成為最終結果。王儲對衛隊的行為感到憤怒，他在寫給龐森比的信中表示：「衛隊俱樂部的決定對蘇格蘭衛隊是個沉重打擊；我深切同情那些將團譽視為生命的軍官們。」
記者們從愛德華及其隨從的操作中得出了自己的結論，激進媒體迅速抨擊這些試圖逃避民事法庭審查的行為。《The Echo》寫道：「百家樂醜聞將被掩蓋......這無疑對所有相關方都是非常舒適的安排」，而即使是通常同情愛德華的《紐約時報》也預見，如果審判因這類行為而受到偏見，將會引發政治問題。
在決定由首席法官柯勒律治勳爵審理此案後，他在皇家司法院的法庭被改造以適應此案，提高了法官席和證人席的高度，並安裝了新的座位。5月宣布案件將於6月1日開始審理，且法庭僅憑票入場。

## 審判
審判於1891年6月1日開庭。持票人上午9:30開始排隊，法庭在11點開庭前半小時就已座無虛席。王儲坐在法官與證人席之間高台上的紅色皮椅上，是自1411年以來首位非自願出庭的第一順位繼承人。《帕爾默爾報》描述「法庭呈現的景象——除了其莊嚴的裝潢與成排學術氣濃厚的法律書籍外——簡直像在觀賞一場時髦的日間劇場」，社交名媛們透過歌劇望遠鏡或長柄眼鏡觀看訴訟過程。《曼徹斯特衛報》記者將案件開庭描述為「在一群精心挑選的時髦人士面前」進行，而克拉克後來寫道：「法庭呈現奇特的景象。柯勒律治勳爵佔用了半個公眾旁聽席，並將票分給了他的朋友們」。

### 原告方證詞
克拉克為原告開場陳詞，告訴陪審團：「這是個簡單的是非題——威廉·戈登-卡明爵士是否在牌局中作弊？」在說明戈登-卡明的背景與經歷後，他解釋了百家樂規則，稱之為「我所聽過最無趣的輸掉自己錢財或贏取他人錢財的方式」。克拉克同時概述了戈登-卡明的「三擊法」下注系統，解釋這種手法可能被經驗不足的玩家誤認為作弊，而非正確的賭博策略。開場陳詞後，克拉克質詢戈登-卡明，其策略旨在證明戈登-卡明「是位被朝臣們犧牲來保全自身的榮譽之人」。

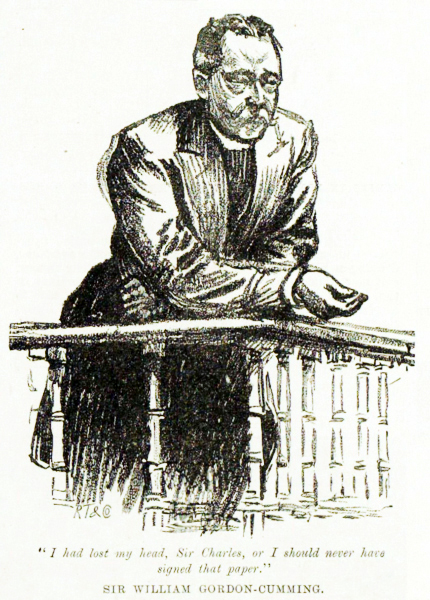
法庭上的威廉·戈登-卡明爵士

午休休庭後，戈登-卡明重返證人席接受羅素的交叉質詢.質詢過程中，羅素提供了涉嫌作弊賭局使用的桌型模型與房間照片。羅素並質問他為何簽署同意不再玩牌的文件：戈登-卡明聲明當時「慌了神……若非如此絕不會簽署該文件」。交叉質詢持續到次日，隨後克拉克進行再質詢；戈登-卡明在證人席上直到下午1點才結束。《倫敦新聞畫報》認為「戈登-卡明表現出色……輕鬆倚靠欄杆，戴灰色手套的左手自然搭在裸露的右手上，衣著完美，語調平穩堅定，不疾不徐，冷靜卻不過分疏離」。
戈登-卡明在證人席上由王儲接替。在克拉克的詢問下，王儲聲稱他沒有看到任何作弊行為，且直到科文垂和威廉斯告知他之前，對指控一無所知。經過克拉克和羅素二十分鐘的提問後，王子得以離開。當王儲離開證人席時，一位陪審員向愛德華提出了兩個問題：王儲是否「沒有看到原告所謂的不當行為？」以及「殿下當時對威廉·戈登-卡明爵士的指控有何看法？」對於第一個問題，王子回答他沒有看到，但他解釋說「發牌者通常不會注意到什麼」；對於第二個問題，他表示「這些指控看起來如此一致，以至於採取適當行動——我別無選擇——只能相信它們」。與戈登-卡明在證人席上的表現相比，愛德華並未留下深刻印象；《紐約時報》的記者注意到「這位王儲顯然坐立不安，他不斷變換姿勢，似乎無法保持雙手靜止……除了靠近他的人，法庭上只有兩三個回答能勉強聽清」.《每日新聞》也認同這一觀點，並表示王儲表現給人的印象不佳。
法庭在愛德華接受詢問後休庭午餐，之後克拉克傳喚了他的最後一位證人威廉斯。在克拉克的詢問下，威廉斯確認他沒有看到戈登-卡明有任何他認為不公平的行為。克拉克結束對威廉斯的詢問後，阿斯奎斯在剩餘的庭審時間中對這名士兵進行了盤問；經過克拉克簡短的再詢問，當天——以及原告方的陳述——就此結束。

### 被告方證詞
第三天以被告方的開場陳述開始，之後斯坦利·威爾森在證人席上接受了整整一天及第四天的詢問。在阿斯奎斯的詢問下，斯坦利講述了他看到戈登-卡明在第一天晚上兩次非法增加籌碼，第二天晚上至少兩次，儘管他記不清全部細節。當克拉克進行盤問時，他並未被律師的問題嚇倒，但克拉克讓他顯得「傲慢、自負且幼稚」。斯坦利之後由萊維特接替；《晨間廣告報》認為萊維特「對指控戈登-卡明感到有些不自在」，並報導他「形容自己的處境『尷尬』」。儘管不自在，萊維特確認他在第一天晚上看到戈登-卡明在一手牌結束後、賭注支付前增加籌碼。他對當晚其他細節不確定，且沒有在第二天晚上看到任何情況。
被哈弗斯、格雷森和尚克蘭描述為「指控背後的情感推動者」的愛德華·萊西特·格林接下來出現在證人席上。儘管他沒有參與第一晚的牌局，克拉克認為萊西特·格林可能是一個危險的證人，因為他可能掌握關鍵證據。萊西特·格林聲稱他兩次看到戈登-卡明在不應這樣做時將籌碼推過粉筆線；他當時考慮過指控戈登-卡明，但決定不這樣做，因為他「不想在女士面前鬧出場面」。在阿斯奎斯的詢問中，萊西特·格林在某些點上與斯坦利·威爾森所述的事件過程矛盾——萊維特也是如此——並且在一個關於王儲向萊維特提出的問題上；他的回答「非常可疑」。哈弗斯、格雷森和尚克蘭後來寫道：「令人驚訝的是，作為事件的主要推動者，他似乎無法說出任何話而不加上『我不完全記得』之類的言辭……主要指控者的閃爍其詞無疑削弱了被告方的立場」。他們還認為「他拒絕記住任何事情顯然是虛偽的，一種故意的策略」。
隨後，萊西特·格林夫人進入證人席，她的證詞持續到第二天。在質詢下，她確認自己以前很少玩百家樂；雖然她在第一晚沒有看到任何異常，但她接受了丈夫轉述的事件版本為真相，不過不同意因此她就一直在觀察戈登-卡明。儘管她「以清晰和確信的方式提供了最重要的證據」，並且給公眾和媒體留下了深刻印象，但根據哈弗斯、格雷森和尚克蘭的說法，她提供的系列事件與其他證人的描述不同，儘管她表示認為自己看到戈登-卡明非法增加了賭注。
在萊西特·格林夫人於第五天完成她的證詞後，由威爾森夫人接替。在拉塞爾的詢問下，威爾森夫人表示她認為自己看到戈登-卡明兩次通過增加額外籌碼作弊。當克拉克交叉詢問她時，他問是否有人下注15英鎊。威爾森夫人表示只有她的丈夫下過這個金額，但威爾森兩晚都沒有玩，因為他不喜歡這個遊戲和高額賭博。哈弗斯、格雷森和尚克蘭認為「考慮到她已宣誓要說實話，這真的相當令人震驚……發現她說出這個……謊言時，顯然帶著與她家庭其他成員一樣的完全自信」。
辯方傳喚的最後一位證人是考文垂。他是派對中未參與遊戲的成員之一，沒有目睹任何作弊行為，對賭博了解甚少，作為非軍人，他對《女王條例》第41條一無所知。當克拉克交叉詢問時，考文垂確認據他所知，所有證人都在第二晚決定觀察戈登-卡明的玩法，儘管他們聲稱並非如此。
辯方結案時，《每日記事報》認為「被告指控中明顯的疑點……他們和王儲的僕人們在實質問題上都互相矛盾」。拉塞爾為辯方做的總結陳詞佔用了當天剩餘的時間，法庭休庭至下週一繼續。他提到了被告據稱看到的十三次可能的作弊行為，以及「我們有五個人相信他作弊，他們明確宣誓看到了他作弊，並告訴你們他們是如何看到的」。

### 結案
羅素完成被告方的陳詞後，克拉克進行了反駁。《每日記事報》認為這番反駁「是一場非常出色、有力、狡黠且勇敢的表現」。克拉克指出由考文垂和威廉姆斯準備的書面聲明中存在諸多不準確之處，且所有相關人士的記憶都有問題。他進一步說明賽馬期間的慶祝活動——王儲的馬匹在首日獲勝，而聖烈治錦標在次日舉行——加上威爾森家族極盡殷勤的款待：根據《泰晤士報》法庭記者記錄，克拉克「提及特蘭比莊園的過度款待，並非暗示醉酒，而是表明賓客可能不處於精準觀察的狀態」。他還提醒陪審團注意被告記憶中的空白處——他們對某些觀察細節極其精確，卻遺忘其他關鍵細節。克拉克嘲諷了部分涉案人士，稱萊西特·格林是「每週狩獵四天的“獵狐大師”，而史丹利·威爾森則是富裕家庭中被寵壞的廢物，缺乏主動性和進取心。最重要的是，克拉克指出除史丹利·威爾森外，所有被告都看到了他們被預期看到的東西：「眼睛看到它預期或試圖看到的……只有一位證人在毫無預期的情況下目睹威廉·戈登-卡明爵士作弊——年輕的史丹利·威爾森先生。其他人都是被告知有作弊行為後，才預期看到它」。陳詞結束時，旁聽席爆發出掌聲。英國律師赫伯·哈特後來寫道，克拉克的演說「可能是現代法律界展現道德勇氣與獨立精神最顯著的範例」，而克拉克本人認為這是「我此生最出色的演說之一」。
次日（6月9日），科爾里奇開始了長達四小時的總結陳詞.他的總結是對克拉克的反擊，逐點質疑這位副檢察長的演說，儘管某些描述「與證據直接矛盾」。湯姆斯記載「許多人認為法官的總結陳詞存在不可接受的偏頗」；哈弗斯、格雷森與尚蘭德直指科爾里奇的演說「有失公允」，而《國家觀察家》則評其為「對英國司法傳統可悲且公然違背」。但部分媒體態度較為同情；《帕爾默爾報》認為總結陳詞合乎情理，《每日電訊報》更讚譽科爾里奇的總結「宏大全面而雄辯……他完美履行職責，只展現出對真相不偏不倚的追求」。
陪審團僅商議十三分鐘便做出有利被告的裁決；部分旁聽者報以長時間噓聲。史學家克里斯多福·希伯特指出「法庭內的反應準確反映了外界情緒」。史學家菲利普·馬格努斯-奧爾克羅夫特後來寫道「威爾斯親王頓時遭受猛烈抨擊。其聲望暴跌的程度難以誇大」，當月他在雅士谷賽馬場更遭觀眾喝倒彩。

## 後續發展

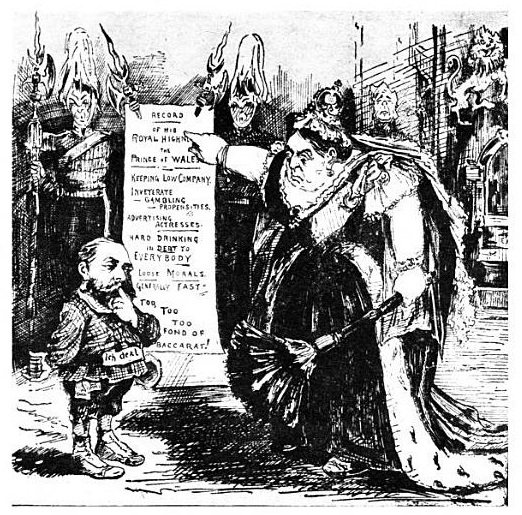
《可怕的孩子》（L'enfant terrible）：維多利亞向王儲展示他的不當行為清單，由《Puck》於1891年6月繪製的諷刺漫畫。

戈登-卡明於1891年6月10日被英國陸軍開除，此為案件結束的隔日，他隨後退出了所屬的四家倫敦俱樂部：卡爾頓俱樂部、衛隊俱樂部、馬爾博羅俱樂部和草坪俱樂部。儘管他再次提出解除婚約，他仍於同日與其美國未婚妻成婚；她在醜聞期間始終支持他，兩人後來共育有五名子女。他隱居於蘇格蘭莊園及德文郡道利什的宅邸，未曾重返社交圈，而王子「此後拒絕接見任何承認這位蘇格蘭從男爵的人」。《泰晤士報》的社論指出：「他……被陪審團的裁決判處社交性死亡。其輝煌履歷被抹去，可謂必須重啟人生。此乃無情的社交鐵則……他犯下致命過錯。社交界再不能接納他。」戈登-卡明的密友們皆與其斷絕往來，儘管部分人在愛德華1910年去世後態度軟化；戈登-卡明直至1930年離世前仍對此事件耿耿於懷。克拉克始終相信其委託人，並在1918年的回憶錄中寫道：「我認為判決有誤，威廉·戈登-卡明爵士是清白的」。

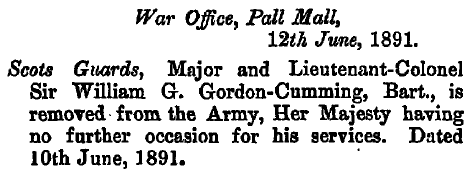
戈登-卡明遭陸軍開除的公告，刊於1891年6月《倫敦憲報》。

審判結束後，王儲的行為有所收斂，雖仍參與賭博，但轉為更謹慎的方式；他完全停止玩百家樂，改打惠斯特。儘管他在案件尾聲聲望低迷，里德利認為此事「對其地位……可能未造成嚴重損害」；哈弗斯、格雷森與尚克蘭亦表認同，並指出當王子麾下賽馬珀西蒙於1896年贏得葉森打吡大賽時，其聲望「已達至巔峰」。馬修觀察到，唯有當王儲核心圈成員將其訴諸法庭時，報刊才會「嚴厲追擊他……1890年代的英國民眾普遍無意見證未來君主失勢」。
這樁醜聞與訴訟成為多部紀實及虛構作品的題材。多數愛德華七世的傳記皆提及此事，但首部詳述此案的專書直至1932年才問世，即蒂恩茅斯·肖爾（William Teignmouth Shore）的《百家樂案》（The Baccarat Case），收錄於「著名英國審判」系列（Notable British Trials series）並附完整庭審紀錄。1977年，哈弗斯、格雷森與尚克蘭合著《王室百家樂醜聞》（The Royal Baccarat Scandal），後由羅伊斯·萊頓改編為同名劇作，首演於奇切斯特節慶劇院。萊頓的作品亦於1991年12月以兩小時廣播劇形式於BBC廣播四台播出。2017年，前英國陸軍軍官麥可·史考特出版《王室背叛》（Royal Betrayal）。2000年，喬治·麥克唐納·弗雷澤將其虛構反英雄角色哈利·佛萊士曼置入此醜聞，創作短篇小說〈百家樂的玄機〉（The Subtleties of Baccarat），收錄於《佛萊士曼與老虎》一書的三篇故事之一。英語文學學者安德魯·格拉扎德（Andrew Glazzard）推測，亞瑟·柯南·道爾的夏洛克·福爾摩斯故事《空屋》可能影射了此事件。

## 脚注
1. 1 2  
. The Times (London). 1891-06-10: 9.
2. 1 2 3  
. The Times (London). 1930-05-21: 21.
3. 1 2 3 4 5 6 7 8 9 10 11  Tomes 2010.
4. 1 2 3  Attwood 1988，第88頁.
5. 1 2 3  Havers, Grayson & Shankland 1988，第41頁.
6. 1 2  Hibbert 2007，第160頁.
7. 1 2  見英國零售價指數，数据來自Clark, Gregory. . MeasuringWorth. 2017  [2024-05-07].
8. ↑  Ridley 2012，第281頁.
9. ↑  Diamond 2004，第33頁.
10. ↑  Tomes 2010; Ridley 2012，第281頁.
11. ↑  Diamond 2004，第33頁; Ridley 2012，第ix–x頁.
12. ↑  Magnus-Allcroft 1975，第98頁.

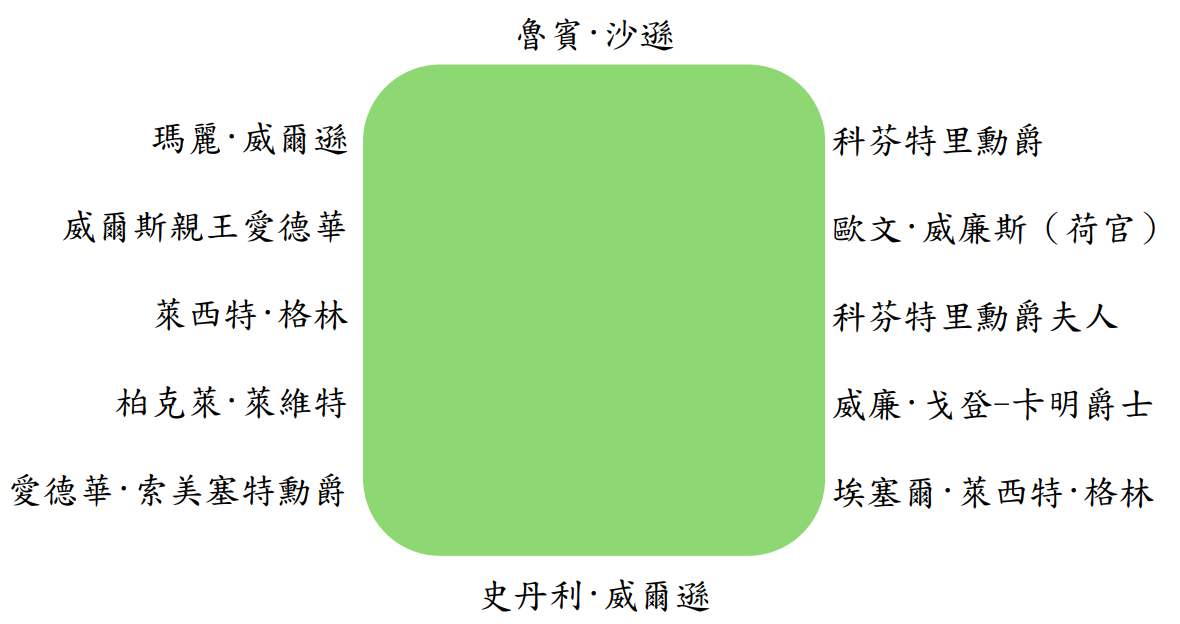
9月8日的座位安排

13. 1 2 3 4 5  Matthew 2004.
14. ↑  Havers, Grayson & Shankland 1988，第20頁.
15. ↑  Magnus-Allcroft 1975，第279頁.
16. ↑  Havers, Grayson & Shankland 1988，第18頁.
17. ↑  Ridley 2012，第280頁; Magnus-Allcroft 1975，第280頁.
18. ↑  Magnus-Allcroft 1975，第280頁.
19. ↑  Ridley 2004.
20. ↑  Havers, Grayson & Shankland 1988，第22頁.
21. ↑  Attwood 1988，第44頁.
22. ↑  Havers, Grayson & Shankland 1988，第23頁.
23. ↑  Hoyle & Dawson 1994，第148頁.
24. ↑  Tremeear 1900，第293頁.
25. ↑  
. The Times (London). 1884-05-28: 3.
26. ↑  Dixon 1991，第89頁.
27. ↑  . Times.
28. ↑  Miers 2004，第71頁.
29. ↑  Hibbert 2007，第160頁; Attwood 1988，第85–86頁.
30. ↑  Ridley 2012，第280–281頁.
31. ↑  Magnus-Allcroft 1975，第279頁; Ridley 2012，第280頁.
32. ↑  Diamond 2004，第33頁; Havers, Grayson & Shankland 1988，第26頁.
33. 1 2  Attwood 1988，第87頁.
34. 1 2  Havers, Grayson & Shankland 1988，第27頁.
35. ↑  . The Times. 1891-06-04.
36. ↑  Teignmouth Shore 2006，第114–15頁.
37. ↑  Havers, Grayson & Shankland 1988，第27頁; Attwood 1988，第89頁.
38. ↑  Attwood 1988，第89頁.
39. ↑  Attwood 1988，第90頁.
40. ↑  Magnus-Allcroft 1975，第280–81頁.
41. ↑  Havers, Grayson & Shankland 1988，第29頁.
42. ↑  Havers, Grayson & Shankland 1988，第29–30頁; Attwood 1988，第91–92頁.
43. ↑  Havers, Grayson & Shankland 1988，第30頁.
44. ↑  Attwood 1988，第92頁.
45. ↑  Havers, Grayson & Shankland 1988，第30–31頁.
46. ↑  Havers, Grayson & Shankland 1988，第31頁.
47. ↑  Ridley 2012，第283頁; Havers, Grayson & Shankland 1988，第31–32頁.
48. ↑  Havers, Grayson & Shankland 1988，第31頁; Ridley 2012，第283頁.
49. ↑  Havers, Grayson & Shankland 1988，第33頁.
50. 1 2  Teignmouth Shore 2006，第79頁.
51. ↑  Tomes 2010; Ridley 2012，第283頁; Havers, Grayson & Shankland 1988，第32–33頁.
52. ↑  Teignmouth Shore 2006，第31頁.
53. ↑  Teignmouth Shore 2006，第181頁.
54. ↑  Teignmouth Shore 2006，第31頁; Havers, Grayson & Shankland 1988，第35–37頁.
55. ↑  
. The Manchester Gazette (Manchester). 1891-02-19: 8.
56. 1 2  Havers, Grayson & Shankland 1988，第36頁.
57. 1 2 3  Ridley 2012，第284頁.
58. ↑  Havers, Grayson & Shankland 1988，第37頁.
59. ↑  Havers, Grayson & Shankland 1988，第39頁.
60. ↑  Teignmouth Shore 2006，第114–15頁; Havers, Grayson & Shankland 1988，第40頁.
61. ↑  Ridley 2012，第286頁.
62. ↑  . The Times. 1911-02-10.
63. ↑  Havers, Grayson & Shankland 1988，第42頁.
64. ↑  Havers, Grayson & Shankland 1988，第42–43頁.
65. ↑  Havers, Grayson & Shankland 1988，第44–47頁.
66. 1 2 3  Havers, Grayson & Shankland 1988，第49頁.
67. ↑  Havers, Grayson & Shankland 1988，第50頁.
68. 1 2  Havers, Grayson & Shankland 1988，第60頁.
69. ↑  Havers, Grayson & Shankland 1988，第48頁.
70. ↑  . The Times. 1881-02-07.
71. ↑  Attwood 1988，第96頁.
72. ↑  Havers, Grayson & Shankland 1988，第63頁.
73. ↑  Havers, Grayson & Shankland 1988，第56–57頁.
74. ↑  Hibbert 2007，第160頁; Havers, Grayson & Shankland 1988，第58頁.
75. ↑  Hibbert 2007，第161頁.
76. ↑  Magnus-Allcroft 1975，第284頁.
77. ↑  Havers, Grayson & Shankland 1988，第61–63頁.
78. ↑  Havers, Grayson & Shankland 1988，第66頁.
79. ↑  Havers, Grayson & Shankland 1988，第66–67頁.
80. 1 2  
. The Pall Mall Gazette (London). 1891-06-01: 4.
81. ↑  Havers, Grayson & Shankland 1988，第69頁.
82. ↑  Teignmouth Shore 2006，第ii頁.
83. 1 2  Clarke 1918，第298頁.
84. ↑  
. The Manchester Guardian (Manchester). 1891-06-02: 7.
85. ↑  Clarke 1918，第296頁.
86. ↑  Teignmouth Shore 2006，第3頁.
87. ↑  Teignmouth Shore 2006，第7頁.
88. ↑  Havers, Grayson & Shankland 1988，第76頁.
89. ↑  Ridley 2012，第288頁.
90. ↑  Havers, Grayson & Shankland 1988，第81頁.
91. ↑  Havers, Grayson & Shankland 1988，第84–85頁.
92. ↑  Teignmouth Shore 2006，第46頁.
93. ↑  Havers, Grayson & Shankland 1988，第96–104頁.
94. ↑  . The Illustrated London News. 1891-06-13.
95. ↑  Attwood 1988，第102–03頁.
96. 1 2  
. The New York Times (New York). 1891-06-03.
97. ↑  Hibbert 2007，第61頁.
98. ↑  Attwood 1988，第103–104頁.
99. ↑  Havers, Grayson & Shankland 1988，第111、116頁.
100. ↑  Teignmouth Shore 2006，第ix頁.
101. ↑  Attwood 1988，第104–05頁.
102. ↑  Attwood 1988，第139頁.
103. ↑  Attwood 1988，第105–06頁.
104. ↑  Havers, Grayson & Shankland 1988，第143頁.
105. ↑  Attwood 1988，第106頁.
106. ↑  . 1891-06-05.
107. ↑  Havers, Grayson & Shankland 1988，第146頁.
108. ↑  Havers, Grayson & Shankland 1988，第147頁.
109. ↑  Havers, Grayson & Shankland 1988，第154頁.
110. ↑  Attwood 1988，第105–106頁.
111. ↑  Havers, Grayson & Shankland 1988，第159–60 & 162頁.
112. ↑  Havers, Grayson & Shankland 1988，第168–69頁.
113. ↑  Attwood 1988，第109頁.
114. ↑  Havers, Grayson & Shankland 1988，第169–170頁.
115. ↑  Havers, Grayson & Shankland 1988，第169頁.
116. ↑  Teignmouth Shore 2006，第203頁.
117. ↑  Havers, Grayson & Shankland 1988，第188頁.
118. ↑  Havers, Grayson & Shankland 1988，第188 & 190頁.
119. ↑  Havers, Grayson & Shankland 1988，第193頁.
120. 1 2  
. The Times (London). 1891-06-09: 12.
121. ↑  Attwood 1988，第110頁.
122. 1 2  Attwood 1988，第111頁.
123. ↑  Hart 1939，第24頁.
124. ↑  Clarke 1918，第296–97頁.
125. ↑  Havers, Grayson & Shankland 1988，第253頁.
126. ↑  Macnaghten & Matthew 2010.
127. 1 2  Havers, Grayson & Shankland 1988，第240頁.
128. ↑  Ridley 2012，第289頁.
129. ↑  Havers, Grayson & Shankland 1988，第223–24頁.
130. ↑  Havers, Grayson & Shankland 1988，第229頁.
131. ↑  Havers, Grayson & Shankland 1988，第241頁.
132. ↑  Havers, Grayson & Shankland 1988，第244頁.
133. ↑  McHugh 2008，第174頁.
134. 1 2  Hibbert 2007，第162頁.
135. ↑  Magnus-Allcroft 1975，第286頁.
136. 1 2  
. London Gazette. 1891-06-12.
137. ↑  Havers, Grayson & Shankland 1988，第248頁.
138. ↑  Attwood 1988，第117頁.
139. ↑  Ridley 2012，第287頁.
140. ↑  Ridley 2012，第290頁.
141. ↑  Havers, Grayson & Shankland 1988，第262頁.
142. ↑  
. The Spectator (London). 1932-04-09, (5415): 520.
143. ↑  
. The Economist (London). 1977-12-31: 101.
144. ↑  
Church, Michael. . The Independent (London). 1989-03-01: 28.
145. ↑  
. The Guardian (London). 1991-12-28: viii.
146. ↑  
. gov.au.   [2025-05-12].
147. ↑  
White, Diane. . The Boston Globe (Boston). 2000-12-19: C3.
148. ↑  Glazzard, Andrew. . The Public Domain Review. 2014-01-08  [2025-07-07]. （原始内容存档于2025-06-06）.